# Lisa Marie Varonová
Lisa Marie Varonová (za svobodna Soleová, nar. 10. února, 1971) je americká profesionální wrestlerka, kulturistka a fitness modelka tureckého původu. Známá je pro svoje působení ve World Wrestling Entertainment pod ringovým jménem Victoria a v Total Nonstop Action Wrestling pod jménem Tara. V současné době drží již popáté TNA Women's Knockout titul.
Varonová začínala ve fitness soutěžích. V roce 1997 vyhrála soutěž ESPN2. O dva roky později se umístila na druhém místě ve fitness akci v New Yorku, kterou pořádala Mezinárodní kulturistická federace. Prostřednictvím náhodného setkání se jí podařilo získat smlouvu s World Wrestling Federation (WWF). Sama říká, že jí k tomuto rozhodnutí inspirovala wrestlerka Chyna. Tři roky se pak Varonová věnovala výcviku ve střediscích WWF a na plný úvazek začala pracovat pod jménem Victoria. Její první televizní vystoupení bylo na akci WrestleMania 16. Debutovala v červnu 2002, čtyři měsíce po té vyhrála WWE Women's šampionát, což pak ještě jednou zopakovala. V TNA byla Knockout šampionkou čtyřikrát a jednou TNA Knockout tag týmovou šampionkou společně s Brooke Tessmacherovou.

## Ve wrestlingu
Zakončovací chvaty
- Black Widow
- Widow's Peak - 2002-současnost Victoria provádí chvat Widow's Peak na Gail Kimové

Jako manažerka
- Damaja
- Doug Basham
- Stevie Richards
- Candice Michelle
- Cody Runnels
- Seth Skyfire
- Kenny Dykstra
- Natalya
- Christy Hemme
- Madison Rayne
- Ms. Tessmacher
- Lauren Williams

Přezdívky
- "The Vicious Vixen"

Theme songy

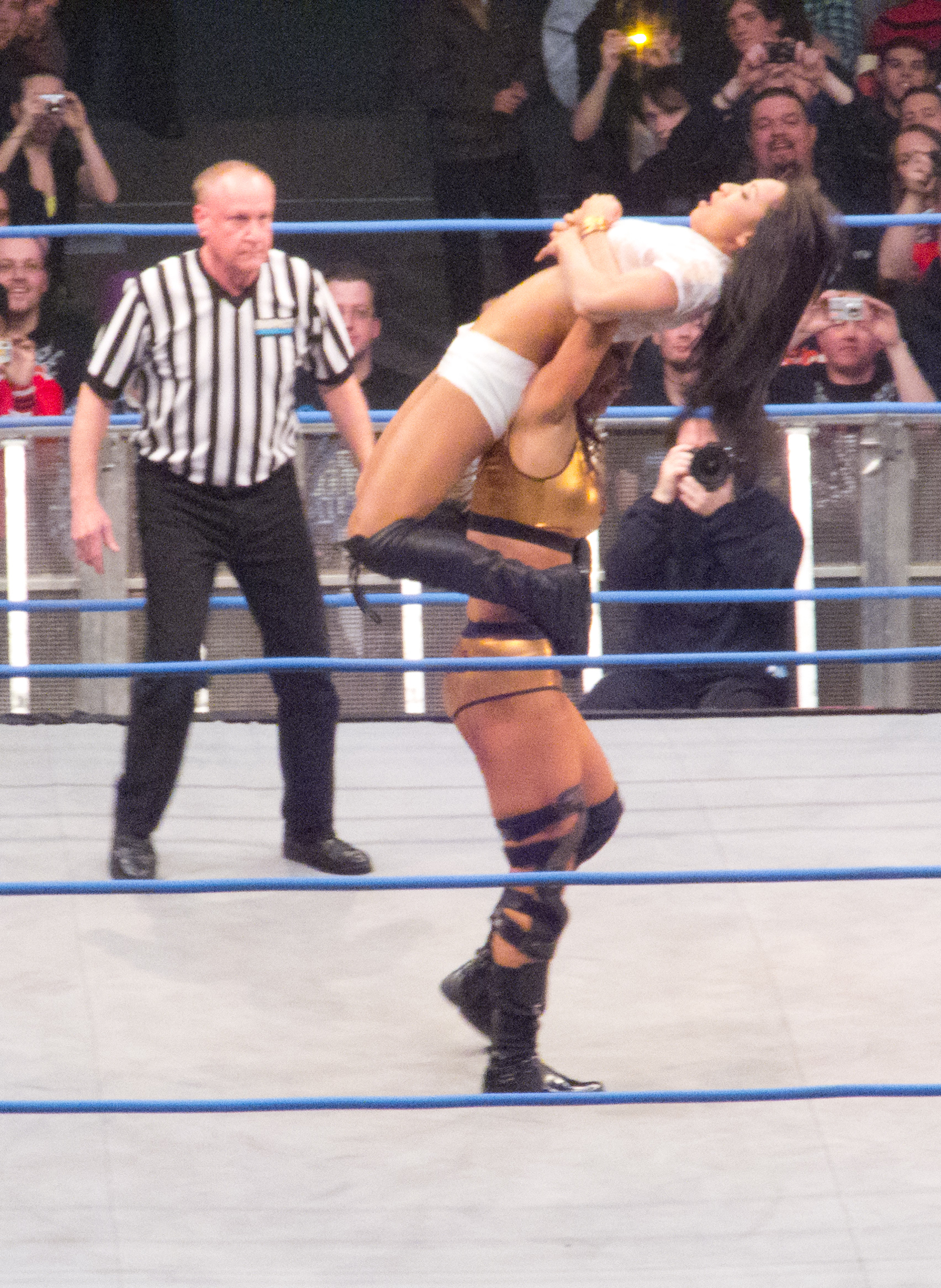
Victoria provádí chvat Widow's Peak na Gail Kimové

- "All the Things She Said" od t.A.T.u. (WWE; 15. prosince, 2002 - 18. dubna, 2004)
- "Don't Mess With" od Nicki Minaj & The Hood$tars (WWE; 18. dubna, 2004 - 30. května, 2005)
- "Don't Mess With (WWE Remix)" od Nicki Minaj & The Hood$tars (WWE; 30. května, 2005 - 16. ledna, 2009)
- "Broken" od Goldy Locks (TNA; 28. května, 2009 - 16. května, 2010, 10. října 2010 - současnost)